# أندرو غرانت (كاتب)
أندرو غرانت (بالإنجليزية: Andrew Grant)‏ هو كاتب بريطاني، ولد في 8 مايو 1968 في برمنغهام في المملكة المتحدة.